# Wiener Stadthalle
Wiener Stadthalle er en indendørs arena beliggende i Østrigs hovedstad Wien. Den er bygget mellem 1953 og 1958 og er designet af den østrigske arkitekt Roland Rainer. Arenaen har plads til cirka 16.000 tilskuere.
Den 6. august 2014 offentliggjorde Österreichischer Rundfunk, at hallen vil danne rammerne om Eurovision Song Contest 2015 med semifinaler og finale i perioden 19.-23. maj 2015. De to øvrige kandidatbyer til værtskabet var Graz og Innsbruck.